# 588
Het jaar 588 is het 88e jaar in de 6e eeuw volgens de christelijke jaartelling.

## Gebeurtenissen

### Byzantijnse Rijk
- Keizer Mauricius stuurt Goearam I, een Georgische prins verbannen naar Constantinopel, naar Iberië om zijn koninkrijk Kartli (huidige Georgië) op te eisen en zich te installeren als staatshoofd. Hij krijgt de Byzantijnse eretitel kouropalatēs en regeert als koning over de Goearamiden.

### Europa
- De Franken dwingen Garibald I, hertog van Beieren (Zuid-Duitsland), om af te treden uit onvrede over zijn buitenlandse politiek. Tassilo I, vermoedelijk zijn zoon, volgt hem op.

## Geboren
- Eligius, bisschop en heilige (waarschijnlijke datum)

## Overleden
- David, Wels bisschop van Mynyw (of 589)
- Frigdianus van Lucca, Iers bisschop